# Stonemyia
Stonemyia is een vliegengeslacht uit de familie van de dazen (Tabanidae).

## Soorten
- S. californica (Bigot, 1892)
- S. isabellina (Wiedemann, 1828)
- S. rasa (Loew, 1869)
- S. tranquilla (Osten Sacken, 1875)
- S. velutina (Bigot, 1892)